# Мукополисакаридоза тип VII
Мукополисакаридоза тип VII или енгл. Sly syndrome (скраћено МПС VII) један је од чешћих облика мукополисахаридоза, који се према проценама јавља код мање од 1 од 250.000 порођаја. Поремећај је узрокован недостатком ензима бета-глукуронидазе. У најређим облицима, узрокује рађање деце са феталним хидропсом, у коме се екстремне количине течности задржавају у телу. Преживљавање такве деце је обично неколико месеци или мање.
Неуролошки симптоми могу укључивати благо до умерено интелектуално оштећење до 3 године, пратећи хидроцефалус, компресију нерава, замућење рожњаче и некиод облика губитака периферног и ноћног вида. Остали симптоми укључују успорен раст, одређене форме неправилности у скелету, укоченост у зглобовима са ограниченим кретањем, и пупчане и/или ингвиналне киле. Неки пацијенти могу имали и понављајуће поремећаје дисајних функција плућа током првих година живота. Већина деце са МПС VII живи до тинејџерског или младалачког периода живота.